# Ecotopia
Pour le roman d'Ernest Callenbach, voir Écotopie.
 (juin 2012).
Ecotopia est une rencontre d'été ayant lieu chaque année dans un pays différent. Il s'agit d'un camp qui rassemble des militants de toute l'Europe, organisé par l'organisation European Youth For Action (EYFA). Le premier Ecotopia a eu lieu en 1989 en Allemagne. Ce projet est chaque année lié à un autre projet de EYFA : une randonnée cycliste (en anglais Ecotopia biketour). Ecotopia utilise un système monétaire alternatif, les ecorates.
Le nom du rassemblement vient du roman d'Ernest Callenbach, Écotopie, publié en 1975.

## Liste des précédents Ecotopias

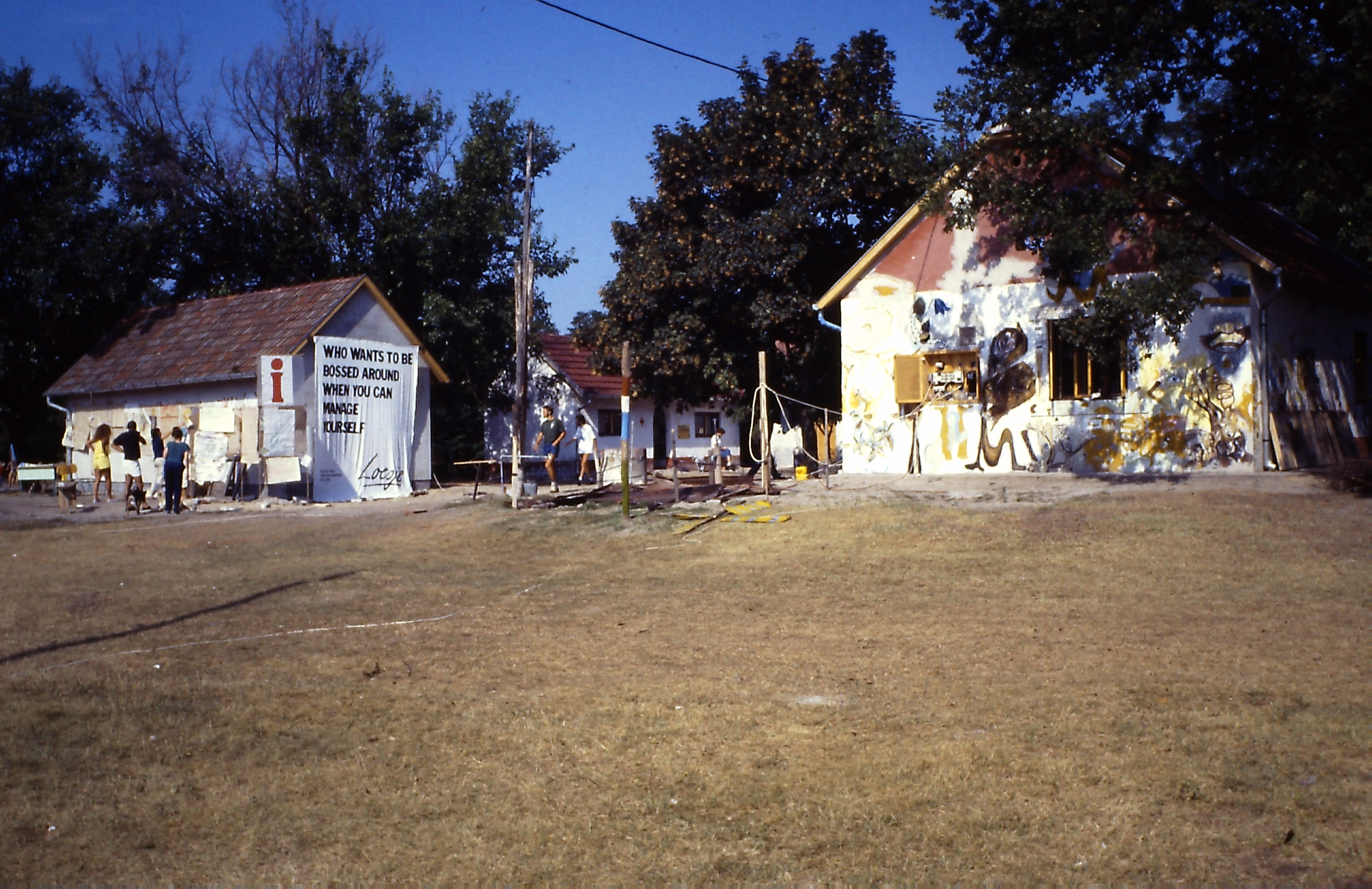
Ecotopia en Hongrie, 1990

- 2010 Allemagne à Wiesenburg
- 2008 Turquie à Sinop
- 2007 Portugal à Aljezur.
- 2006 Slovaquie à Pliešovce.
- 2005 Moldavie
- 2004 Pays-Bas
- 2003 Ukraine
- 2002 Irlande
- 2001 Bulgarie
- 2000 Finlande
- 1999 Roumanie
- 1998 Allemagne
- 1997 Écosse
- 1996 République tchèque
- 1995 Pologne
- 1994 Roumanie
- 1993 France
- 1992 Bulgarie
- 1991 Estonie
- 1990 Hongrie: Bugac
- 1989 Allemagne